# Yale University Press
Yale University Press es una editorial universitaria asociada a la Universidad de Yale. Fue fundada en 1908 por George Parmly Day, y se convirtió en el órgano oficial de publicaciones de la Universidad de Yale en 1961, pero sigue teniendo autonomía financiera y operativa.
Desde 2009, Yale University Press publica cada año 300 títulos nuevos en tapa dura y otras 150 ediciones de bolsillo y cuenta con más de 6000 libros en formato impreso. Sus libros han ganado cinco Premios Nacionales del Libro, dos Critics Circle National Book Awards y ocho Premios Pulitzer.

## Colecciones y series editoriales

### Serie Yale de Poetas Jóvenes
Desde su creación en 1919, el concurso Yale Series of Younger Poets Competition ha publicado la primera colección de poesía de poetas nuevos. El primer ganador fue Buck Howard. La ganadora en la edición de 2011 fue Katherine Larson.

### Serie Yale de Drama
Yale University Press y Yale Repertory Theatre patrocinan conjuntamente el concurso de dramaturgia Yale Drama Series. El ganador del concurso anual recibe el Premio David C. Horn de 10.000 dólares, la publicación de su manuscrito por Yale University Press, y una lectura dramatizada en Yale Rep. La Serie Yale de Dramas y el premio David C. Horn son financiados por la Fundación David Charles Horn.

### Serie Anchor Yale Bible
En 2007, Yale University Press adquirió Anchor Bible Series, una colección de más de 115 volúmenes de estudios bíblicos, al grupo Doubleday Publishing Group. Los títulos nuevos y del fondo editorial se publican ahora bajo el nombre de Anchor Yale Bible Series.

### Serie sobre el futuro de la democracia estadounidense
Yale University Press publica la colección Future of American Democracy Series, que "tiene como objetivo examinar, mantener y renovar la visión histórica de la democracia estadounidense a través de una serie de libros escritos por algunos de los pensadores más destacados de América", en colaboración con la fundación Future of American Democracy Foundation.

### Serie Lamar de Historia Occidental
La Serie Lamar de Historia Occidental (antes Yale Western American Series) fue fundada en 1962 para publicar obras que mejoran la comprensión de los asuntos humanos del Oeste americano y contribuir a una mejor comprensión de la importancia del Oeste en la vida política, social y cultural de Estados Unidos.

### Colección Terry
El programa de conferencias Dwight H. Terry Lectureship fue fundado en 1905 para fomentar la consideración de la religión en el contexto de la ciencia moderna, la psicología y la filosofía. Muchas de las conferencias, que están organizadas por la Universidad de Yale, han sido editadas en forma de libro por Yale University Press.

## Curso Editorial Yale
El curso Yale Publishing Course fue fundado en 2010 por la exdirectora de Publicaciones de Yale University Press, Tina C. Weiner. Llenó el vacío creado por la clausura del legendario Curso Editorial Stanford (Stanford Publishing Course). Opera bajo la égida de la Oficina de Asuntos Internacionales de la Universidad de Yale.
El Curso capacita a profesionales de la edición de niveles medio-alto para abordar los problemas más apremiantes que enfrenta la industria editorial y se concentra en el desarrollo de las habilidades de liderazgo. El plan de estudios se centra en el análisis en profundidad de las tendencias mundiales, modelos de negocio innovadores, estrategias de gestión, y los nuevos avances en la tecnología. Sus programas semanales de inmersión, uno de ellos dedicado a la edición de libros y el otro a la edición de revistas y digital, combinan conferencias, grupos de discusión, y sesiones de asesoramiento individualizado. El cuerpo docente está compuesto por expertos líderes en la industria y miembros de la Escuela de Administración de Yale, la Biblioteca de Yale, y de Yale University Press.
Los participantes vienen de todas las partes del mundo y representan todas las áreas de la edición dentro de empresas de todos los tamaños, y especializadas en todo tipo de publicaciones.

## Controversias

### Controversia de las caricaturas de Mahoma
En agosto de 2009, los funcionarios de la editorial desataron una polémica cuando decidieron borrar las reproducciones de las imágenes que provocaron la polémica de las caricaturas de Mahoma en el periódico Jyllands-Posten, junto con todas las demás imágenes de Mahoma, de un libro académico titulado The Cartoons that Shook the World, del profesor Jytte Klausen.

### Sesgo político
Un estudio realizado en 2010 por John B. Parrott sobre los libros de Ciencia Política publicados por Yale University Press en las categorías de "Gobierno americano" e "Historia política americana" en 2009 llegó a la conclusión de que "están más preocupados por proveer las opiniones progresistas y de izquierda de sus autores, y son menos exigentes con respecto a la fidelidad a los hechos y las normas académicas ".